# Johann Ender
Johann Nepomuk Ender, né le 4 novembre 1793 à Vienne et mort le 16 mars 1854 dans cette même ville, est un peintre et graveur sur cuivre autrichien. Il est le frère jumeau de Thomas Ender et le père d'Eduard Ender, tous les deux peintres.

## Biographie
Ender étudie à l'Académie des beaux-arts de Vienne et débute grâce à un tableau qui reçoit un prix de l'Académie, La Mort de Marc-Aurèle. Il se trouve rapidement son style propre qui est inspiré de son contemporain Jean-Baptiste Isabey.
En 1818, Ender est invité par le comte Stephan Széchényi à voyager avec lui en Grèce et en Italie. Ender en rapporte quantité d'études et d'esquisses à l'origine de peintures à l'huile d'atelier. Il noue des liens également en Italie qui lui permettent ensuite de faire un séjour à l'Académie Saint-Luc de Rome. 
Johann Ender retourne en Autriche en 1826, s'établissant à Vienne comme peintre libre. En plus de ses tableaux d'histoire et de ses gravures sur cuivre, Ender se spécialise dans les portraits. Une de ses œuvres parmi les meilleures est, selon les critiques de l'époque, une Crucifixion pour la chapelle Tyrna de la cathédrale Saint-Étienne de Vienne, peinte entre 1850 et 1852.
Il meurt à Vienne à l'âge de soixante ans. Il est enterré au cimetière de Matzleinsdorf (quartier de Vienne) qui est aujourd'hui le Waldmüllerpark.
Une rue porte le nom des trois peintres Ender depuis 1922, la Endergasse à Meidling.

## Quelques œuvres
- L'Archiduc Charles avec ses enfants à Weilburg in Baden près de Vienne, 1832. Huile sur toile, 272,5 × 318,5 cm. Musée d'histoire militaire de Vienne, Vienne[3]
- La Mort de Marc-Aurèle
- De l'ombre à la lumière, 1831. Huile sur toile, 350 × 250 cm. Académie des sciences de Hongrie, Budapest
- Portrait du comte József Dessewffy, 1820. Huile sur toile, 26 × 20 cm. Musée historique de Budapest, Budapest
- Portrait du comte György Károlyic, 1830. Huile sur toile, 26 × 20,3 cm. Académie des sciences de Hongrie, Budapest
- Portrait du comte Ferenc Széchényi 1823. Huile sur toile, 318 × 220 cm. Musée national hongrois, Budapest

## Illustrations

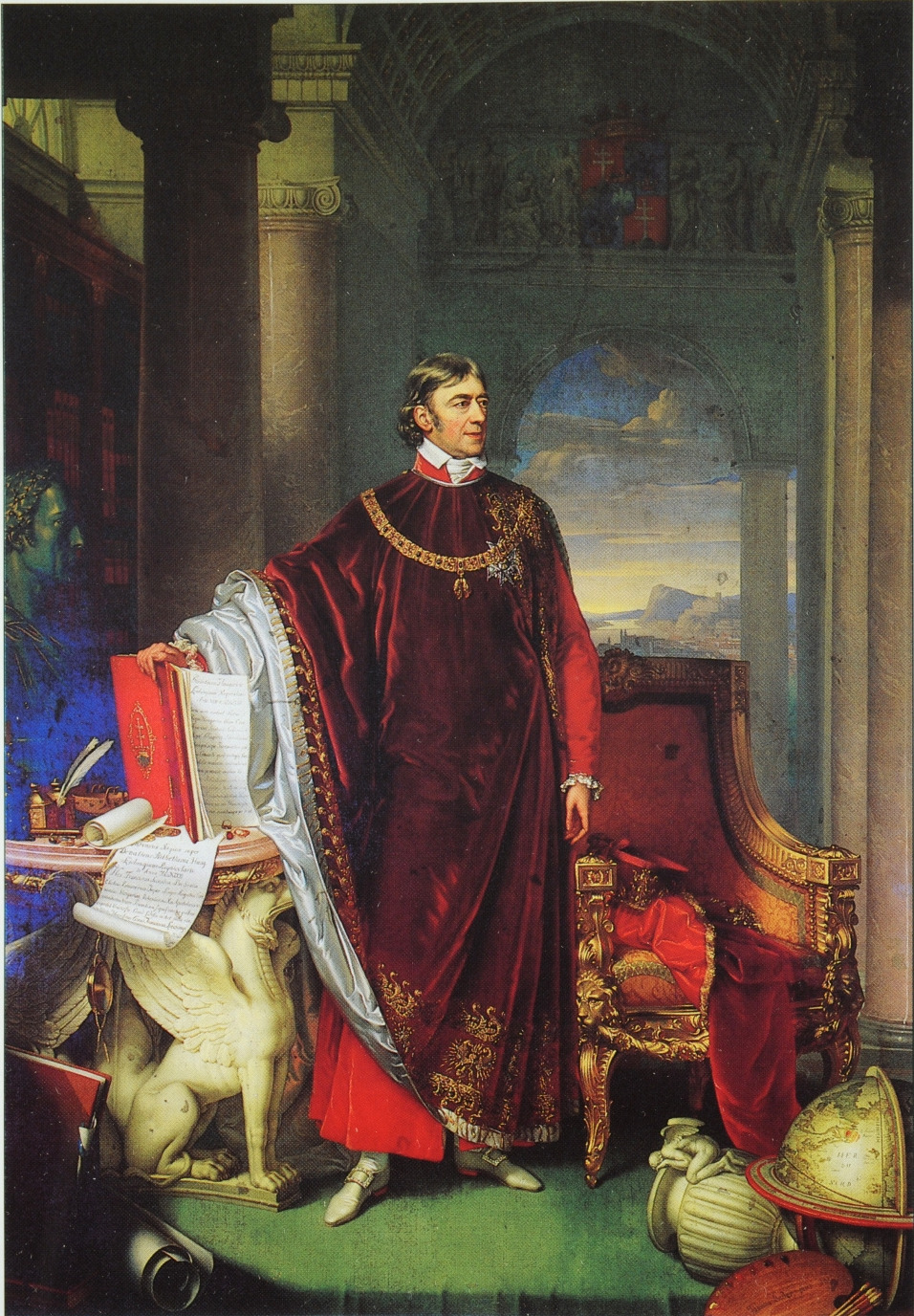
Portrait du comte Széchényi (1823)
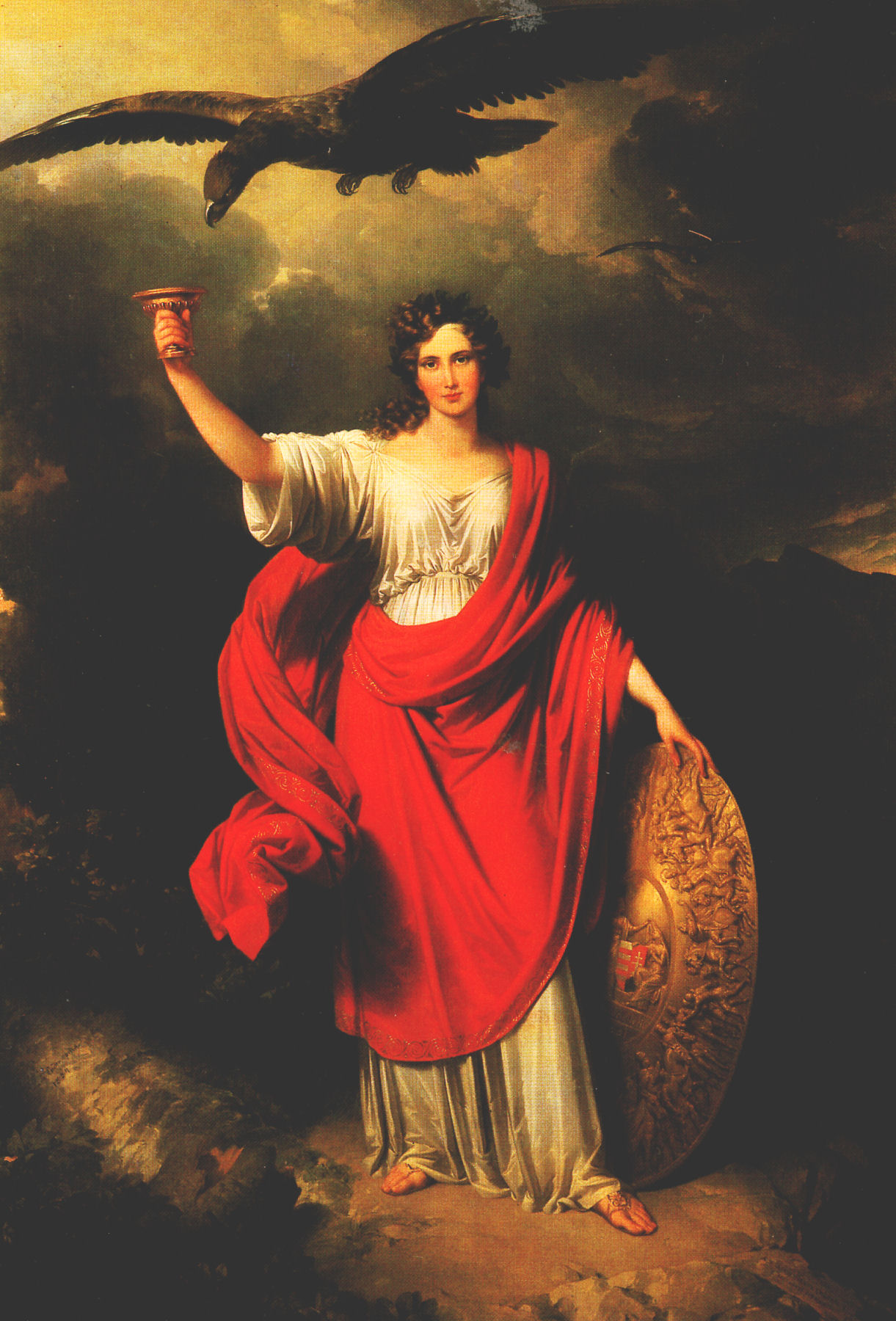
De l'ombre à la lumière (аllégorie, 1831)
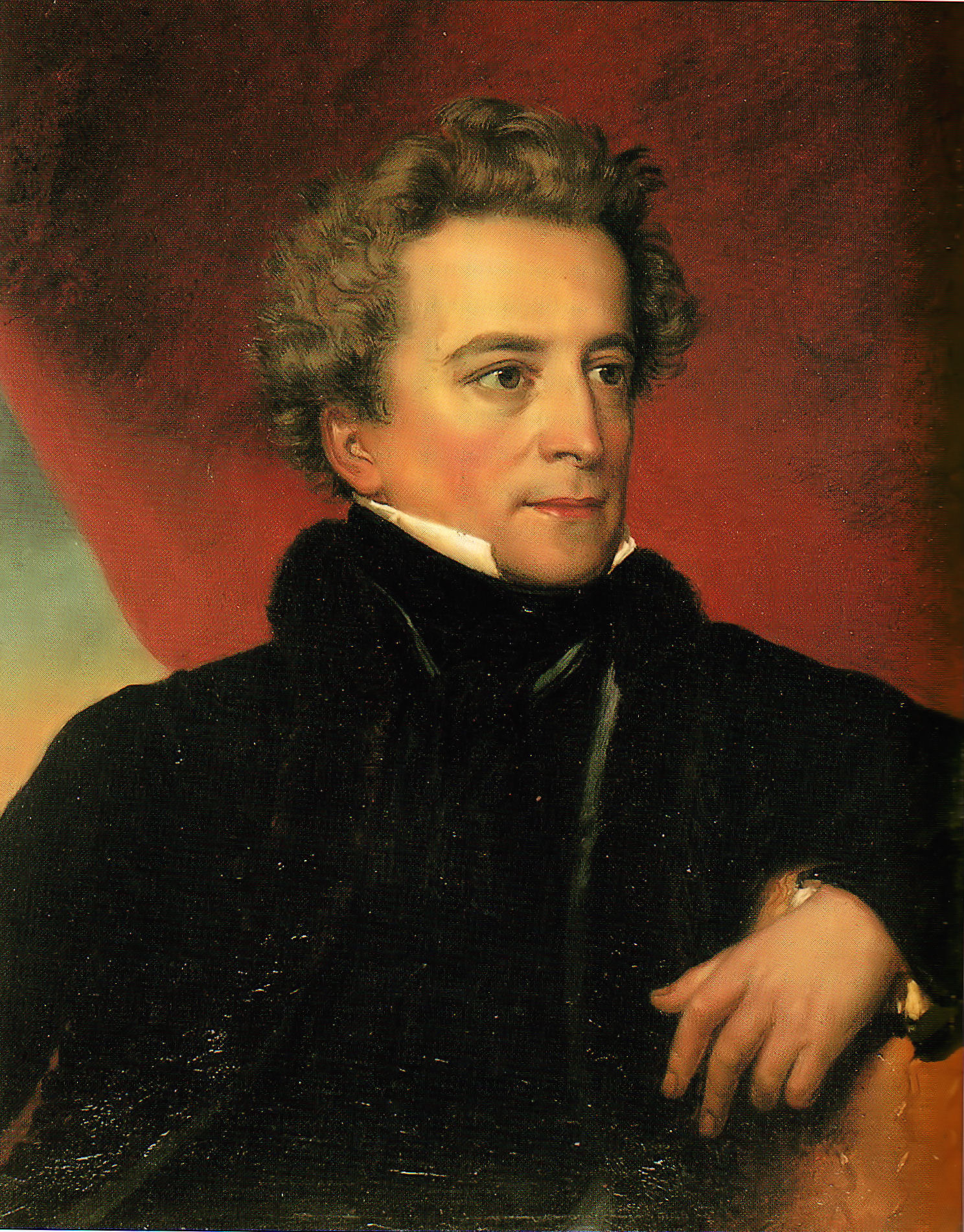
Portrait du comte Dessewffy (vers 1820)
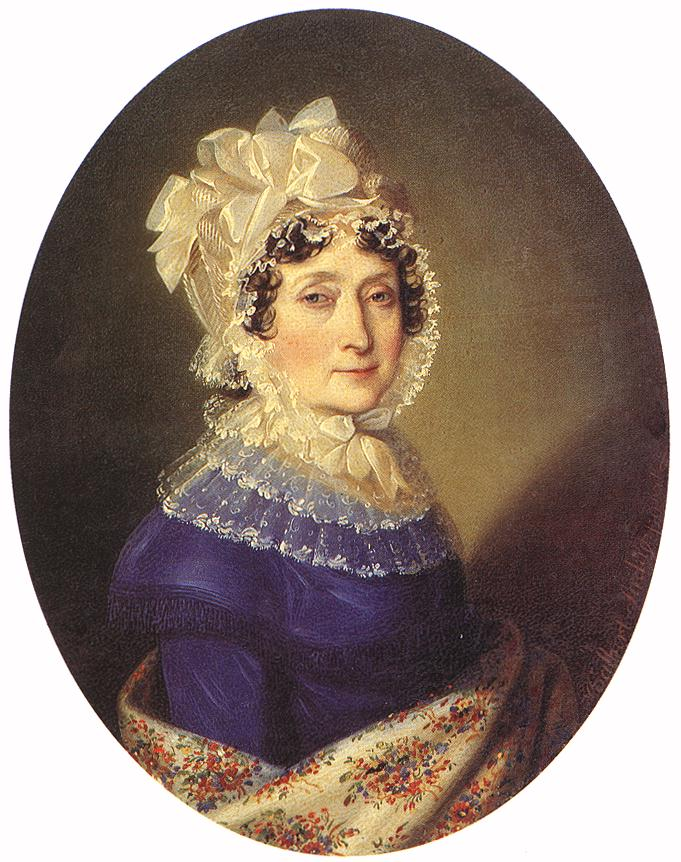
Gróf Széchényi Ferencné, Festetich Julianna (1817)
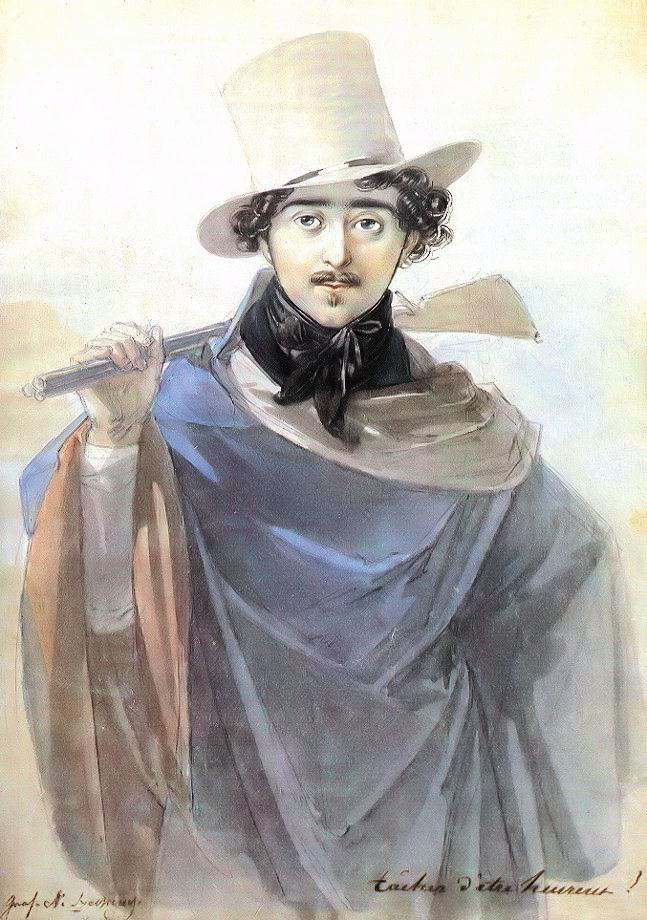
Gróf Széchenyi István (1818)
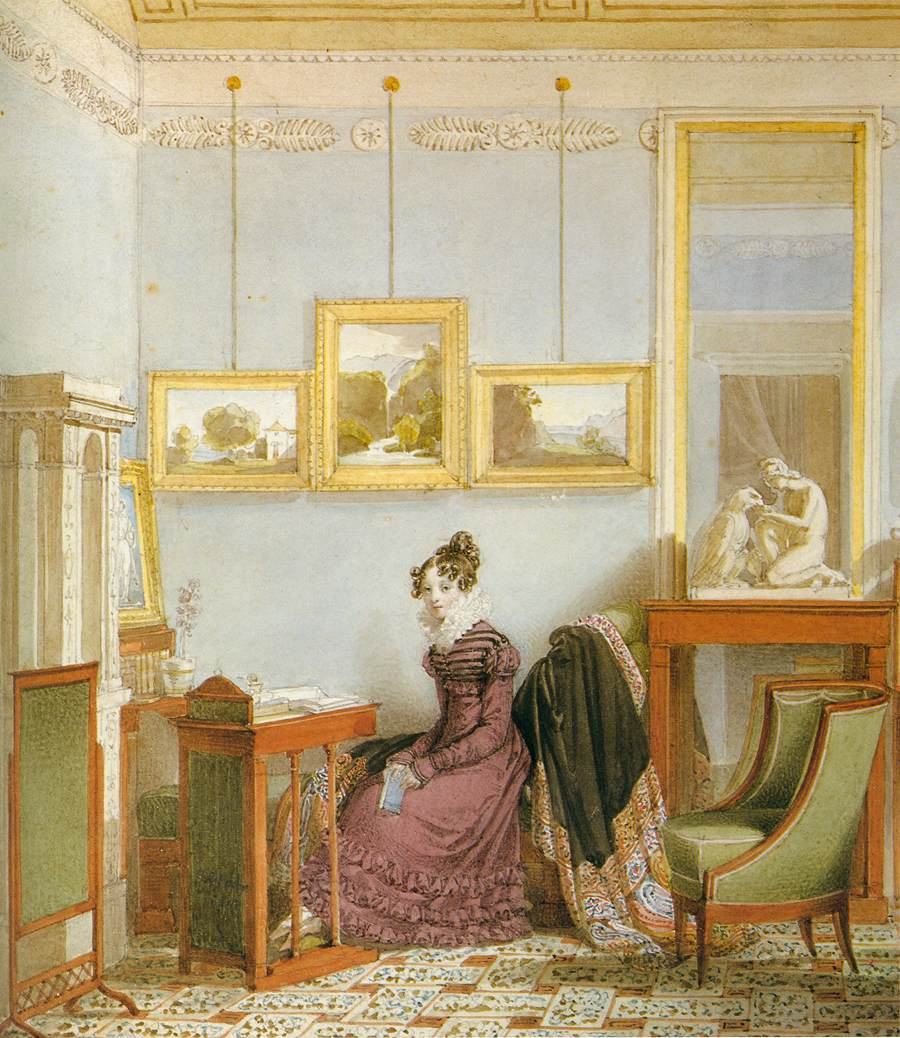
Nő az íróasztalánál (1820)
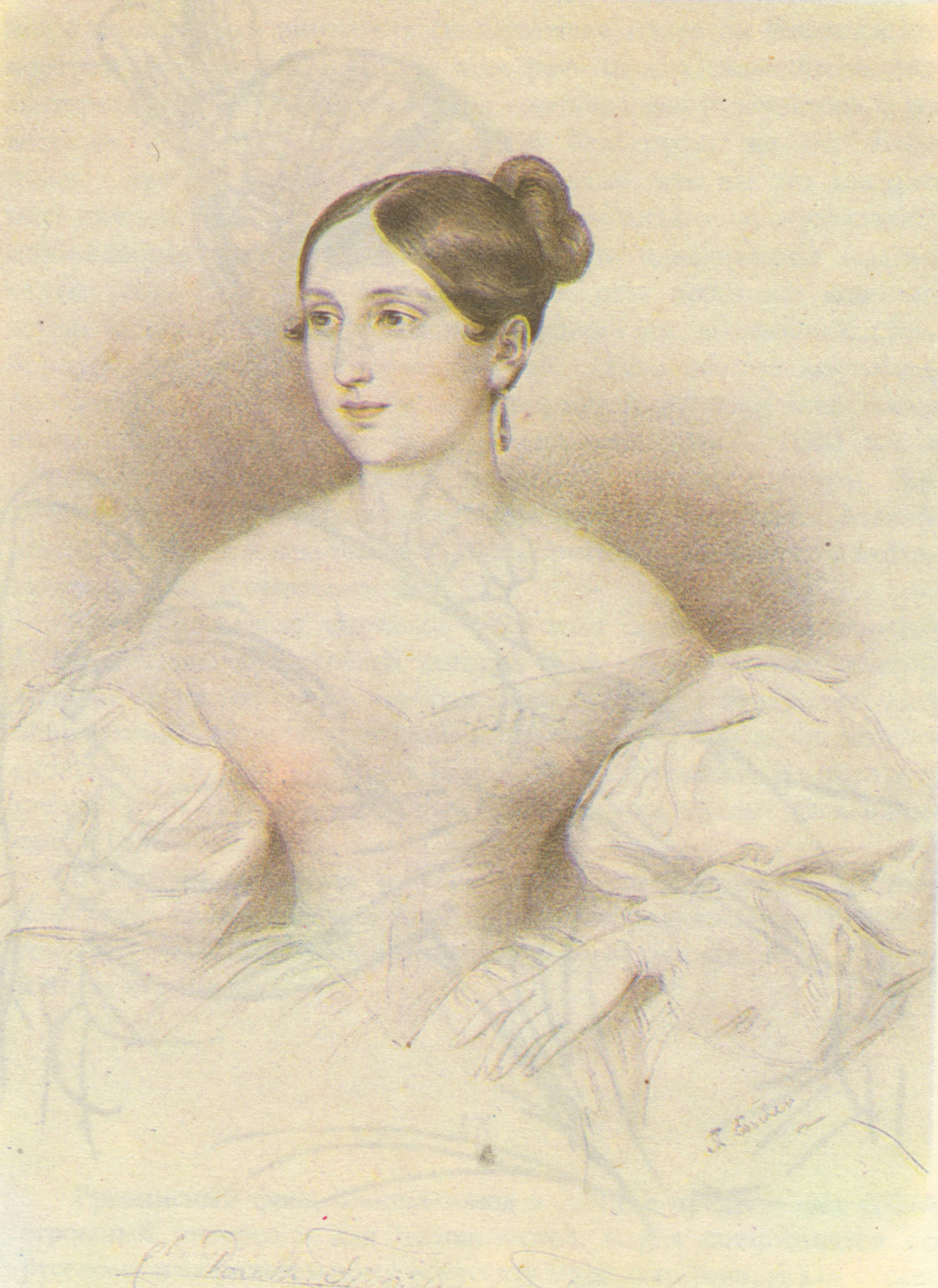
comtesse Dolly de Ficquelmont (1820)
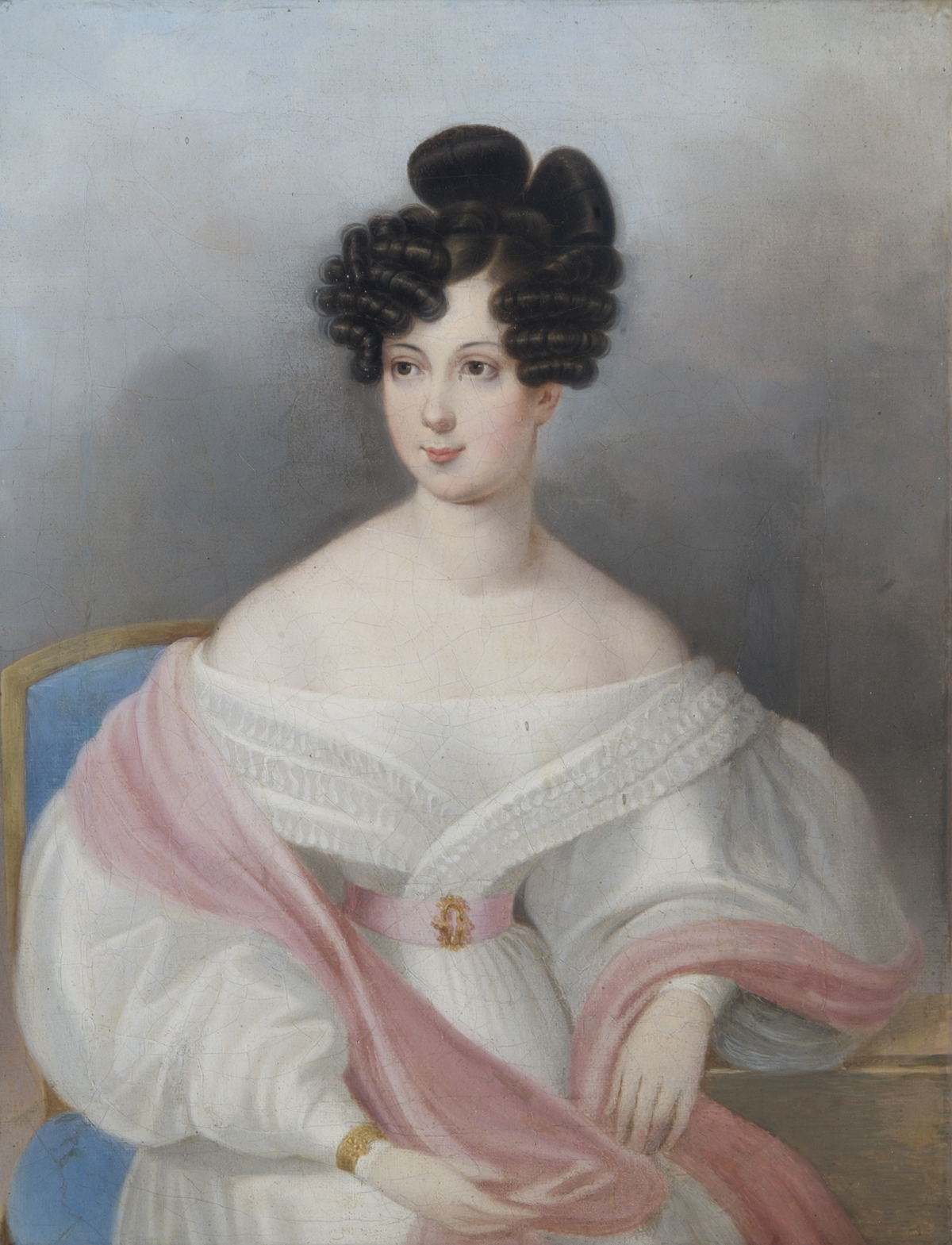
Rhédey Klaudia grófnő (1830)
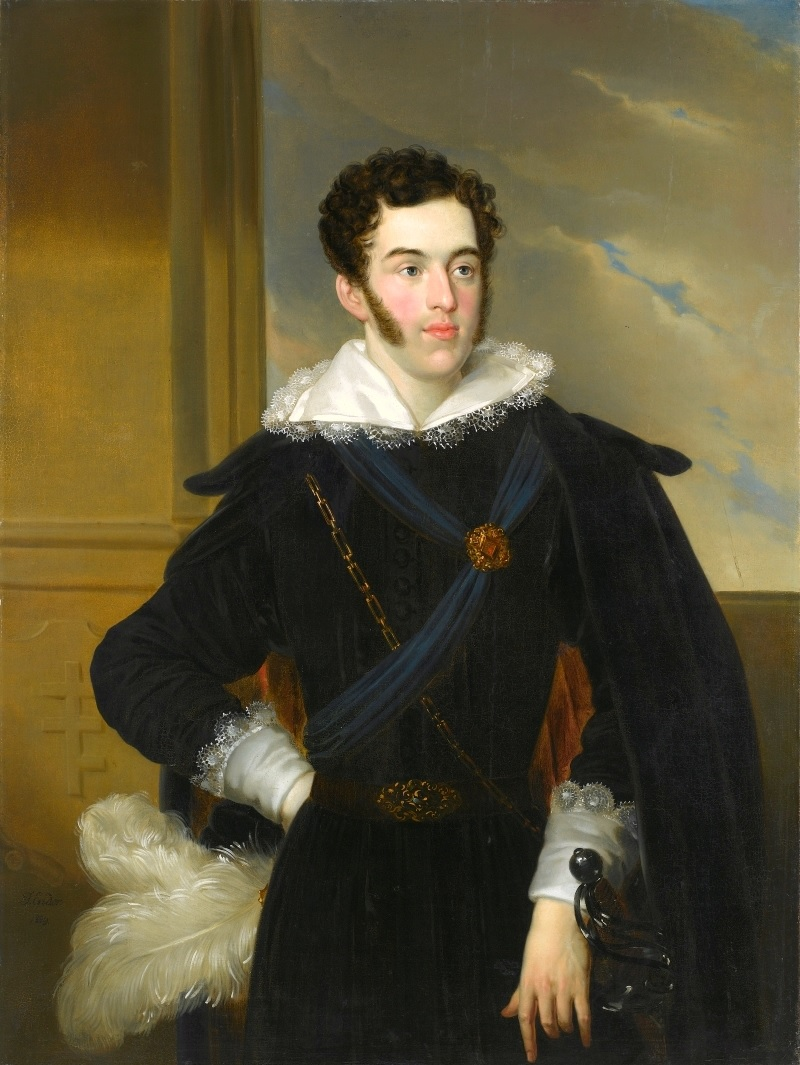
August Potocki lengyel herceg (1829)
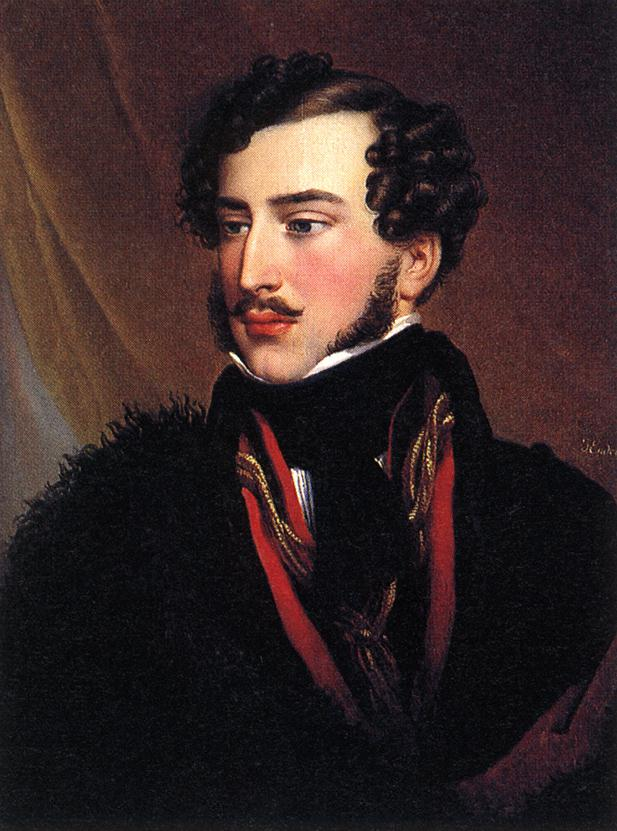
Gróf Károlyi György (1830)
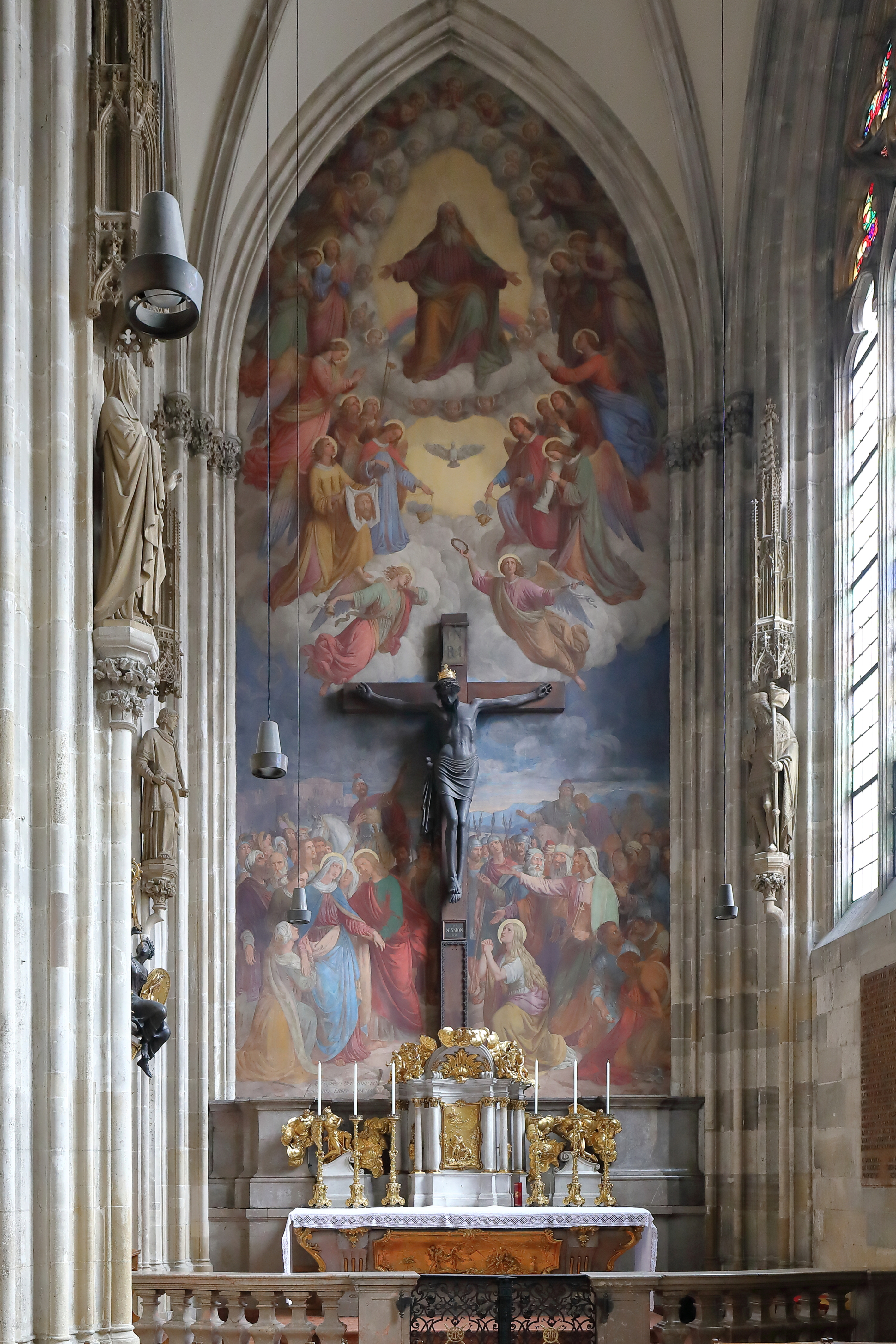
A Tirna-kápolna freskója a bécsi Szent István dómban (1850–1852)